# José Ovejero
José Ovejero Lafarga (Madrid, 12 d'abril de 1958) és un escriptor espanyol.

## Biografia
Llicenciat en Geografia i Història, ha viscut la major part de la seva vida fora d'Espanya. Després d'una etapa inicial a Bonn, Alemanya, es va instal·lar en 1988 a Brussel·les, encara que passa temporades a Madrid. De 1988 a 2001 va treballar com a intèrpret. Ha tocat tots els gèneres: poesia, conte, novel·la, assaig, llibre de viatges i teatre. Ha obtingut diversos premis, entre ells el Premi Primavera 2005 per Las vidas ajenas.
És habitual col·laborador en premsa i conferenciant freqüent als Estats Units i altres països. Ha dirigit tallers d'escriptura en diferents universitats, com Carleton College i a la Universitat de Berkeley, i en institucions culturals, com la Casa Biblioteca Concha Meléndez, a Puerto Rico. Ha editat la col·lecció de relats en audiollibre La España que te cuento i el Libro del descenso a los infiernos.
La seva novel·la La invención del amor (traduïda a l'anglès i publicada per Peter Owen Publishers sota el títol Inventing Love en 2017) va guanyar el Premi Alfaguara de 2013, dotat amb 130.000 € (va ser presentada sota el títol de Triángulo imperfecto).
En 2015 va publicar Los ángeles feroces, novel·la en la qual "el final és en clímax". La idea d'aquesta "distopia del present", com la defineix, era "acabar en la màxima tensió, de deixar una sensació d'intranquil·litat en el lector i que aquest s'imagini com segueix". A més, tenint en ment el nou tipus de lector, Ovejero va escriure diversos capítols més i un final alternatiu disponible al seu web i en la de l'editorial, bonus tracks, com els flama. "Al lector cal tractar-ho com algú intel·ligent i li exigeixo una miqueta de participació: el meu llibre no encaixa en la literatura escombraria, aquesta que es consumi sense atenció".

## Obra
| Poesia - 1994 - Biografía del explorador - 2002 - El estado de la nación - 2012 - Nueva guía del Museo del Prado Literatura de viatges - 1996 - Bruselas - 1998 - China para hipocondríacos Teatre - 2008 - Los políticos - 2008 - La plaga Conte - 1996 - Cuentos para salvarnos todos - 2000 - Qué raros son los hombres - 2004 - Mujeres que viajan solas - 2008 - El príncipe es un sapo. Y viceversa - 2017 - Mundo extraño | Novel·la - 1997 - Añoranza del héroe - 1999 - Huir de Palermo - 2003 - Un mal año para Miki - 2005 - Las vidas ajenas (Premi Primavera) - 2007 - Nunca pasa nada - 2009 - La comedia salvaje - 2013 - La invención del amor (Premi Alfaguara) - 2015 - Los ángeles feroces - 2017 - La seducción Assaig - 2011 - Escritores delincuentes - 2012 - La ética de la crueldad (Premi Anagrama d'Assaig) |

## Premis i reconeixements
- Premio Ciutat d'Irun de Poesia 1993 per Biografía del explorador
- Premi Grandes Viajeros 1998 per China para hipocondríacos
- Premio Primavera de novel·la per Las vidas ajenas
- Premio Anagrama d'Assaig 2012 per La ética de la crueldad
- Premi Alfaguara de Novel·la 2013 per La invención del amor, sobre el poder de l'afecte per reinventar-se en la vida.
- Premi Bento Spinoza d'Assaig 2014 per La ética de la crueldad, la crueltat com el contrari a la falta d'optimisme.
- Premi Setenil al millor llibre de contes per Mundo extraño. El premi va ser dotat amb 10.000 euros.[5]